# Kneajevsko, Stara Zagora
Kneajevsko (în bulgară Княжевско) este un sat în comuna Opan, regiunea Stara Zagora,  Bulgaria. 

## Demografie
Componența etnică a satului Kneajevsko
     Bulgari (96,06%)
     Nicio identificare (3,93%)
     Altele (0%)
La recensământul din 2011, populația satului Kneajevsko era de 178 locuitori. Din punct de vedere etnic, majoritatea locuitorilor (96,06%) erau bulgari. Pentru 3,93% din locuitori nu este cunoscută apartenența etnică.